# Eilema heimi
Eilema heimi är en fjärilsart som beskrevs av De Toulgoët 1953. Eilema heimi ingår i släktet Eilema och familjen björnspinnare. Inga underarter finns listade i Catalogue of Life.